# Maia (mitologie)
În mitologia greacă, Maia este considerată fiica lui Atlas și a Pleionei și cea mai mare dintre pleiade. O altă variantă zice că ar fi fiica lui Sterope. Era cea mai frumoasă și mai timidă dintre toate fiicele lui Atlas. Cucerit de frumusețea ei, Zeus s-a unit (a făcut dragoste) cu ea într-o peșteră de pe muntele Cyllene. În urma acestui fapt Maia l-a născut pe zeul Hermes.

## Mitologia romană
În mitologia romană, însă, Maia reprezintă o divinitate veche de origine obscura. Simboliza, se pare, primăvara.
Îi era asociată luna mai. Mai târziu a fost elenizată și unită cu Maia din mitologia greacă și, prin asociere, a devenit mama lui Mercur.